# 阿科蘭河
阿科蘭河（法語：Acolin，法語發音：[akɔlɛ̃]）是法國的河流，屬於卢瓦尔河的左支流，河道全長63公里，發源自梅尔西以南，流經奥弗涅和勃艮第，河口處在卢瓦尔河畔阿夫里勒附近。

## 外部連結
- Sandre数据库中的阿科蘭河（页面存档备份，存于）